# Lamprotatus furvus
Lamprotatus furvus är en stekelart som beskrevs av Huang 1991. Lamprotatus furvus ingår i släktet Lamprotatus och familjen puppglanssteklar. Inga underarter finns listade i Catalogue of Life.